# Nanosistemes productius
Els "'nanosistemes productius'" ´son definits en el Technology Roadmap for Productive Nanosystems (full de ruta per a la Tecnologia productiva de nanosistemes) com sistemes funcionals a escala nanometrica que produeixen estructures i dispositius atòmicament establerts i sota control programat, val a dir, duent a terme el procés de fabricació amb precisió atòmica.
Les tecnologies d'avui en dia estan limitats de diverses maneres. Hi ha grans estructures de precisió atòmica en forma de cristalls, ja que hi ha estructures 3D complexes en forma de polímers com el DNA i les proteïnes. És també possible construir estructures molt petites, precises a nivell atòmic utilitzant la microscòpia de sonda de rastreig per manipular àtoms individuals o petits grups d'àtoms. Però encara no és possible combinar els components d'una manera sistemàtica per a construir sistemes més grans i complexos.
Els principis físics i exemples de la naturalesa, tant suggereixen que serà possible estendre la fabricació precisa a nivell atòmic dels productes més complexes de grans dimensions, que inclou un nombre més gran de materials. Un exemple de progrés en aquesta direcció podria ser la labor de Christian Schafmeister sobre els bi-pèptids.